# San Miguel Tlaixpan
San Miguel Tlaixpan är en ort i Mexiko, tillhörande kommunen Texcoco i delstaten Mexiko. San Miguel Tlaixpan ligger i den centrala delen av landet och tillhör Mexico Citys storstadsområde. Orten hade 7 064 invånare vid folkräkningen 2010.